# Renaissance (单节有轨列车)
Renaissance是加拿大铁路业者“維亞鐵路”所持有并使用的一型铁路客车，維亞鐵路共持有139节。由英国退役的“英国铁路4型客车”改装而来。

## 历史
“复兴型铁路客车”20世纪90年代中期由都城嘉慕制造，制造时为“英国铁路4型客车”的一个批次。初期用于由英国铁路运营，连接英国和欧洲大陆，途径英吉利海峡海底隧道的夜间旅客列车——夜火车之星。其厚重的钢制车身十分适合英吉利海峡海底隧道对列车安全性的要求。
2000年，在“夜火车之星”废止后，加拿大铁路业者“維亞鐵路”先行购入3节该型车厢进行测试。 2000年12月，維亞鐵路再次购入136节该型车厢。

## 无障碍设施
加拿大残疾人协会曾在不晚于2010年就“复兴型铁路客车”无障碍设施不到位起诉維亞鐵路并胜诉。加拿大的有关部门随后要求維亞鐵路改善“复兴型铁路客车”的无障碍设施。尽管如此，“复兴型铁路客车”仍是維亞鐵路无障碍设施最不到位的铁路客车。

## 种类
維亞鐵路共购入139节“英国铁路4型客车”并将其改装为“复兴型铁路客车”，包括72节卧铺车、47节座位车、20节服务车。 維亞鐵路将其中15节卧铺车改装为餐车和行李车。另有13节“复兴型铁路客车”在維亞鐵路购入后从未投入运营，而是被封存在雷湾。
| 种类   | 运营中车厢数量 | 编号号段             | 备注                                                                 | 图片 |
| ------ | -------------- | -------------------- | -------------------------------------------------------------------- | ---- |
| 行李车 | 9              | 7000–7011            | 由卧铺车改装而来。                                                   |      |
| 娱乐车 | 14             | 7100–7114            | 48座，座位布局为2+1。                                                |      |
| 座位车 | 33             | 7200–7232            | 48座，座位布局为2+1。                                                |      |
| 服务车 | 20             | 7300–7316; 7354–7359 |                                                                      |      |
| 餐车   | 3              | 7400–7402            | 48座，由卧铺车改装而来。                                             |      |
| 卧铺车 | 27             | 7500–7589            | 内设10个双人卧铺包厢。其中29节被封存在雷湾。                         |      |
| 转换车 | 3              | 7600–7602            | 用于连接使用欧洲车钩的“复兴型铁路客车”和使用关节式转向架的铁路车辆。 |      |